# Мидий
Мидий (др.-греч. Mειδίας) — богач Древних Афин IV века до н. э., представитель политической партии Евбула. Известен из-за конфликта с Демосфеном, которому знаменитый оратор посвятил одну из своих речей «Против Мидия о пощёчине».

## Биография
Мидий родился около 400 года до н. э. Его отцом был Кефисодор из дема Анагирус. Также у Мидия был старший брат Фрасилох. Согласно Демосфену, матерью Мидия являлась не законная жена Кефисодора, а некая другая женщина, которая отдала сына отцу. После смерти Кефисодора Мидий унаследовал от него большое состояние, в том числе и серебряные рудники в Лаврионе. При описании его богатства Демосфен упоминал дом в Элевсине «такой величины, что он заслонил собой все остальные здания в этом месте», белых коней из Сикиона, свиту из трёх или четырёх человек
Как и его отец Кефисодор, Мидий входил в число 1200 членов морской симмории, обязанностью которых было содержание афинского флота, однако не принадлежал к сотне богатейших граждан, с которых взимали особый налог эйсфору. Также, он в течение жизни не менее трёх раз выполнял обязанности триерарха, занимал должности гиппарха, попечителя мистерий, гиеропея, скупщика жертвенных быков, пилагора — участника священного посольства в Дельфы. По своим политическим взглядам Мидий принадлежал к «партии Евбула», которая стремилась любой ценой обеспечить Афинам мир с Македонией.
Согласно Демосфену, из-за Мидия ухудшились взаимоотношения между Афинами и Кизиком — полисом на южном побережье Пропонтиды. Во время Союзнической войны (357—355 годы до н. э.) афиняне разрешили своим триерархам грабить вражеские торговые суда. На этом основании Мидий захватил суда купцов Кизика, хотя их город поддерживал нейтралитет. Купцы пожаловались в Афины, однако Мидий благодаря своему влиянию добился решения не отдавать награбленное, большая часть из которого осталась в его собственности. На этом фоне Кизик разорвал ряд договоров с Афинами.
Мидий умер до 330 года до н. э., о чём свидетельствует фрагмент речи Эсхина «Против Ктесифонта»: «вы избрали … Мидия … как хотел бы я, по многим соображениям, чтобы он ещё был жив».
Согласно данным эпиграфики, у Мидия было два сына, Кефисодор и Мидий.

## Конфликт с Демосфеном
... обвинение против Мидия он [Демосфен] готовил тридцати двух лет от роду, ещё не пользуясь ни влиянием, ни известностью в государстве. Именно это в основном, как мне кажется, и побудило его принять деньги и помириться с обидчиком, ... видя, что свалить человека, надёжно защищённого своим богатством, красноречием и дружескими связями, — дело не из простых и не по его силам, он уступил тем, кто просил за Мидия. А сами по себе три тысячи драхм не умерили бы, по-моему, раздражения Демосфена, если бы он надеялся и мог выиграть дело.

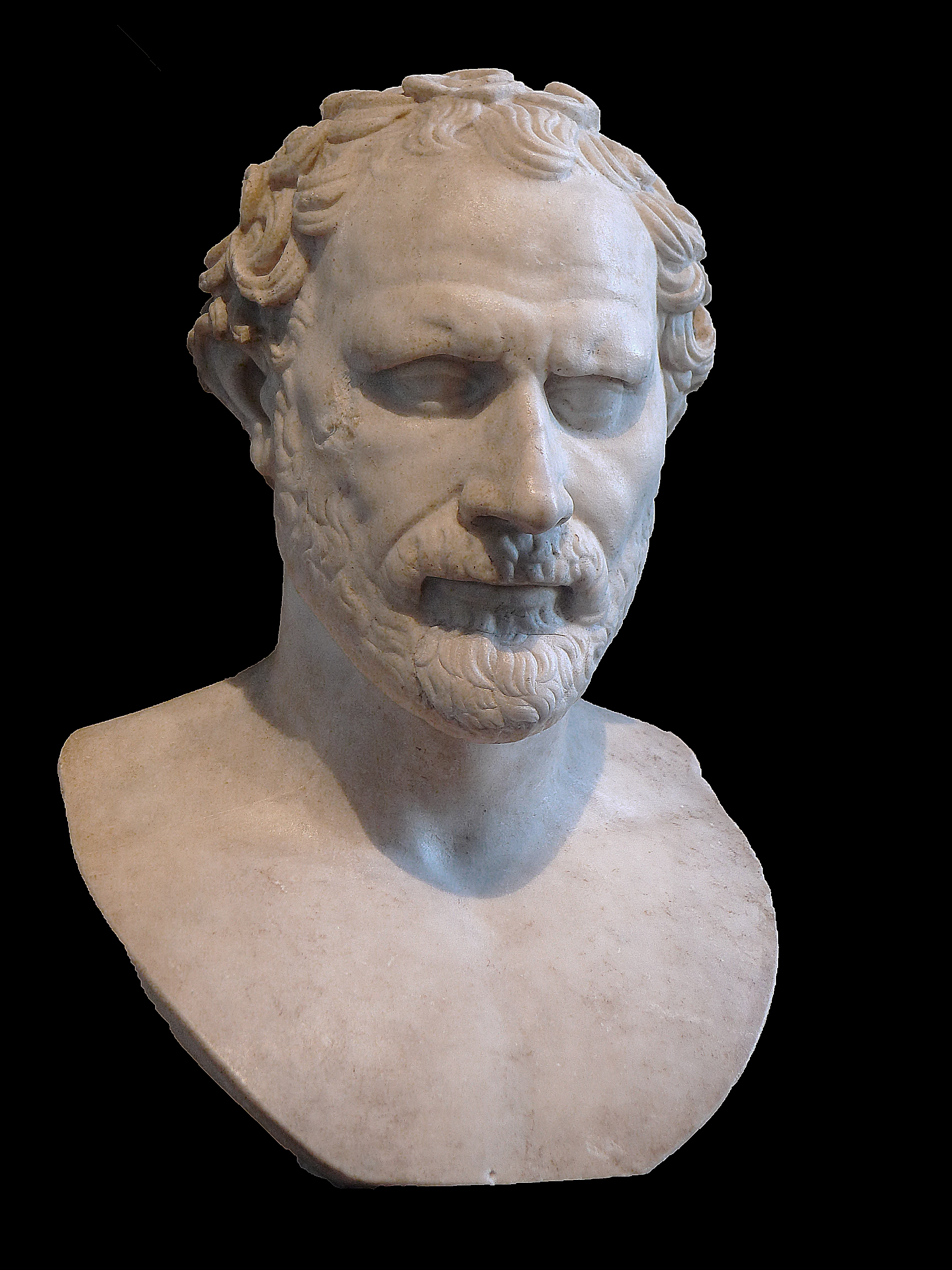
Бюст Демосфена. Римская копия с греческого оригинала авторства Полиевкт (скульптор) III века до н. э. Лувр, Париж

Самым известным недоброжелателем Мидия был Демосфен. Афинский оратор даже утверждал, что Мидий пытался отнять у него наследство.
В промежутке между 351 и 347 годами до н. э., во время празднования Великих Дионисий, Демосфен выполнял обязанности хорега своей филы. Когда тот в ожидании хора находился в орхестре, Мидий, в присутствии свидетелей, дал Демосфену пощёчину. Мидий осознавал возможные последствия оскорбления. Он предполагал, что Демосфен подаст в суд и он будет вынужден выплатить небольшой штраф. Однако Демосфен оказался хитрее и представил пощёчину как оскорбление официального лица при исполнении священнодействия в честь Диониса, т.е. как действие против богов и афинян. Обвинения в святотатстве, нечестии и других подобных действиях предполагали значительно большую ответственность вплоть до конфискации имущества и смертной казни. Демосфен добился осуждения обидчика на Народном собрании несмотря на оппозицию со стороны группы друзей Мидия, в которую входили преимущественно богатые и знатные афиняне. Следующим этапом судебного процесса должно было стать рассмотрение дела в народном суде Гелиее, где уже и определялось само наказание. Судебный процесс не состоялся, так как стороны согласились на мировую, и Мидий заплатил Демосфену 30 мин. По мнению Плутарха, Демосфен на тот момент был молод и не обладал должным влиянием, в связи с чем согласился на отступные, так как не надеялся выиграть суд. И. Е. Суриков, напротив, считал, что на тот момент Демосфен уже обладал должным опытом выступлений в суде и был «опытным сутягой». Выигрыш судебного иска по обвинению в святотатстве грозил в первую очередь Мидию и не предполагал денежной компенсации Демосфену. В связи с этим, согласие взять большую сумму, по мнению историка, стало следствием корыстолюбия Демосфена.
Однако перед тем, как взять деньги, Демосфен приготовил речь для выступления в суде с инвективами Мидия. В ней он постарался представить своего оппонента наглым богачом, который позволяет себе нарушать все нормы морали. Конкретные обвинения Демосфена включали описание случаев нечестивых поступков и нанесения вреда нескольким конкретным гражданам. Также он указывал на недостойное поведение Мидия во время военной экспедиции афинян на Эвбею. Мидий, который был проксеном тирана Эретрии Плутарха, в первую очередь заботился о личных, а не о государственных интересах. Также Демосфен обвинял всю партию своего политического противника Евбула, а в инциденте видел не эмоциональный порыв Мидия, а спланированную политическую акцию.
Отдельным обвинением Демосфена было уклонение от военной службы. Когда Мидий почувствовал угрозу быть призванным в войско, то подарил государству корабль, чтобы стать триерархом. На этой должности он вместо того, чтобы вести свой корабль в составе афинской эскадры, перевозил торговые грузы.
После получения отступных денег Демосфен обнародовал заготовленную речь, тем самым ославив своего врага и удовлетворил не только своё корыстолюбие, но и честолюбие. Особенность речей древнеафинских ораторов, в том числе и «Против Мидия о пощёчине» Демосфена, заключалась в их тенденциозности. Демосфен, как и другие его коллеги, не гнушался грубо искажать и даже изобретать нужные ему факты, что накладывает тень сомнения на все приведённые им инвективы против своего обидчика и политического оппонента.

### Исследования
- Востриков И. В. Уклонение от военной службы в классических Афинах // Вестник Нижегородского университета им. Н. И. Лобачевского. — 2016. — № 2. — С. 9—16. — ISSN 1993-1778.
- Востриков И. В., Рунг Э. В. Воинские преступления в классических Афинах по данным речей аттических ораторов // Вестник Санкт-Петербургского университета. История. — 2023. — Т. 68, вып. 3. — С. 671—685. — doi:10.21638/spbu02.2023.307.
- Деркачёва С. О. Некоторые заметки по истории полиса Кизика в VII-I вв. до н. э. // Вестник университета Дмитрия Пожарского. — 2018. — Вып. 11, № 3. — С. 25—74. — ISSN 2410-5309.
- Маринович Л. П. Мидий и его друзья, или Демосфен против плутократов // Вестник древней истории. — М.: Наука, 1998. — Вып. 225, № 2. — С. 19—31.
- Никитюк Е. В. «Закон о празднике» в афинском законодательстве IV в. до н. э. (религиозный аспект) // Мнемон. Исследования и публикации по истории античного мира. — СПб.: Издательский Дом СПбГУ, 2004. — Вып. 3. — С. 83—92. — ISSN 5-272-00289-X.
- Радциг С. И. Демосфен — оратор и политический деятель // Демосфен. Речи. — Памятники исторической мысли, 1996. — Т. III. — С. 405—484. — ISSN 5-88451-012-8.
- Суриков И. Е. Античная Греция: политики в контексте эпохи. На пороге нового мира. — М.: Русский фонд содействия образованию и науке, 2015. — 392 с. — ISBN 978-5-91244-140-0.
- Davies J. K. Athenian Propertied Families 600—300 BC (англ.). — Oxford: Clarendon Press, 1971.
- Fiehn K[нем.]. Meidias 2 // Paulys Realencyclopädie der classischen Altertumswissenschaft :  [нем.] / Georg Wissowa. — Stuttgart : J. B. Metzler’sche Verlagsbuchhandlung, 1931. — Bd. XV, 1. — Kol. 334—338.
- Lehmann G. A.[нем.]. Die Meidias-Affäre // Demosthenes. Ein Leben für die Freiheit (нем.). — München: C. H. Beck, 2004. — ISBN 3-406-51607-6.